# Luis Robles Díaz
Luis Robles Díaz (* 6. März 1938 in El Grullo im Bundesstaat Jalisco, Mexiko; † 7. April 2007) war Diplomat des Heiligen Stuhls, Apostolischer Nuntius in Kuba von 1999 bis 2003 und zuletzt Vizepräsident der Päpstlichen Kommission für Lateinamerika. 

## Leben
Luis Robles Díaz empfing am 14. April 1963 die Priesterweihe in Autlán im mexikanischen Bundesstaat Jalisco. Im selben Jahr ging er auf Wunsch seines Bischofs zum Studium nach Rom, wo er die Lizenziatur im Kanonischen Recht erwarb. 1967 wurde er in den diplomatischen Dienst des Vatikans aufgenommen und an die Apostolische Nuntiatur nach Honduras entsandt, wo er als Assistent des damaligen Nuntius für Honduras und Nicaragua, Lorenzo Kardinal Antonetti, tätig war. 1970 wurde er an die Nuntiatur in Südafrika versetzt. Weitere Auslandsstationen führten ihn nach Äthiopien und Sri Lanka. Ende der 1970er Jahre kehrte er nach Lateinamerika zurück und war als Ratgeber an den Nuntiaturen in Ecuador und in Kolumbien tätig.
1985 wurde er von Papst Johannes Paul II. zum Titularerzbischof von Stephaniacum ernannt. Die Bischofsweihe spendete ihm am 9. April desselben Jahres in Autlán im Atrium seiner Taufkirche der Erzbischof von Mexiko, Kardinal Ernesto Corripio y Ahumada; Mitkonsekratoren waren der Bischof von Autlán, José Maclovio Vásquez Silos, und Bischof José Fernández Arteaga von Colima.
Gleichzeitig wurde Robles Díaz zum Pro-Nuntius im Sudan und  Apostolischen Delegaten für die Region des Roten Meeres ernannt. 1990 folgte die Ernennung zum Pro-Nuntius in Uganda, wo er den Papst im Jahre 1995 auf dessen Afrikareise empfing. Am 6. März 1999 trat Robles Díaz das Amt des Apostolischen Nuntius in Kuba an. Robles war seinerzeit der einzige mexikanische Karrierediplomat im Dienst der Römischen Kurie und der erste und bislang einzige aus Mexiko stammende päpstliche Nuntius überhaupt.
2003 wurde er als Nachfolger des spanischen Bischofs Cipriano Calderón Polo zum Vizepräsidenten der Päpstlichen Kommission für Lateinamerika bestellt. Er war damit der erste selbst aus Lateinamerika stammende Vizepräsident dieser Kommission und als engster Mitarbeiter des damaligen Präsidenten Giovanni Kardinal Re maßgeblich für die Koordination der vatikanischen Lateinamerikaaktivitäten zuständig.
Im Dezember 2005 reiste Erzbischof Robles mit Kardinal Re nach Deutschland, um eine Grußbotschaft des Papstes an das Bischöfliche Hilfswerk für Lateinamerika ADVENIAT in Essen zu überbringen. Dabei besuchten Re und Robles auch das Bergwerk Prosper-Haniel in Bottrop und besichtigten den 1987 von Papst Johannes Paul II. eingeweihten Kreuzweg auf der Halde Haniel.
Unmittelbar vor seinem Tod war Robles Díaz mit den Vorbereitungen zur V. Generalversammlung der Bischofskonferenzen von Lateinamerika und der Karibik (CELAM) befasst, die vom 14. bis 31. Mai 2007 im brasilianischen Wallfahrtsort Aparecida stattfand und von Papst Benedikt XVI. im Rahmen seiner Lateinamerikareise eröffnet wurde. Kurz nach der Rückkehr von einem Vorbereitungstreffen mit den Vorsitzenden der lateinamerikanischen Bischofskonferenzen in Bogotá wurde der Erzbischof am Aschermittwoch in ein römisches Krankenhaus eingeliefert und starb nach mehreren Herzinfarkten am Karsamstag des Jahres 2007. Die Exequien fanden am 11. April 2007 in der Chorkapelle des Petersdomes in Rom statt und wurden von Kardinalstaatssekretär Tarcisio Bertone und Kardinal Re gehalten. Der Leichnam des Verstorbenen wurde seinem eigenen Wunsch entsprechend nach Mexiko überführt und in seinem Geburtsort El Grullo in der Kirche der Jungfrau von Guadalupe beigesetzt.
Sein Nachfolger als Vizepräsident der Päpstlichen Kommission für Lateinamerika wurde am 31. Mai 2007 der kolumbianische Erzbischof Octavio Ruiz Arenas.
Luis Robles Díaz sprach neben seiner Muttersprache Spanisch auch Italienisch, Französisch, Englisch und  Deutsch. Mitarbeiter schilderten ihn als allseits beliebt und hoben sein gütiges, bescheidenes und verständnisvolles Wesen hervor.